# Langon (Gironde)
Langon is een gemeente in het Franse departement Gironde (regio Nouvelle-Aquitaine). Langon telde op 1 januari 2022 7.523 inwoners. De plaats is de onderprefectuur van het arrondissement Langon.

## Geografie
De oppervlakte van Langon bedroeg op 1 januari 2022 13,71 vierkante kilometer; de bevolkingsdichtheid was toen 548,7 inwoners per km².
Langon ligt op de linkeroever van de Garonne.

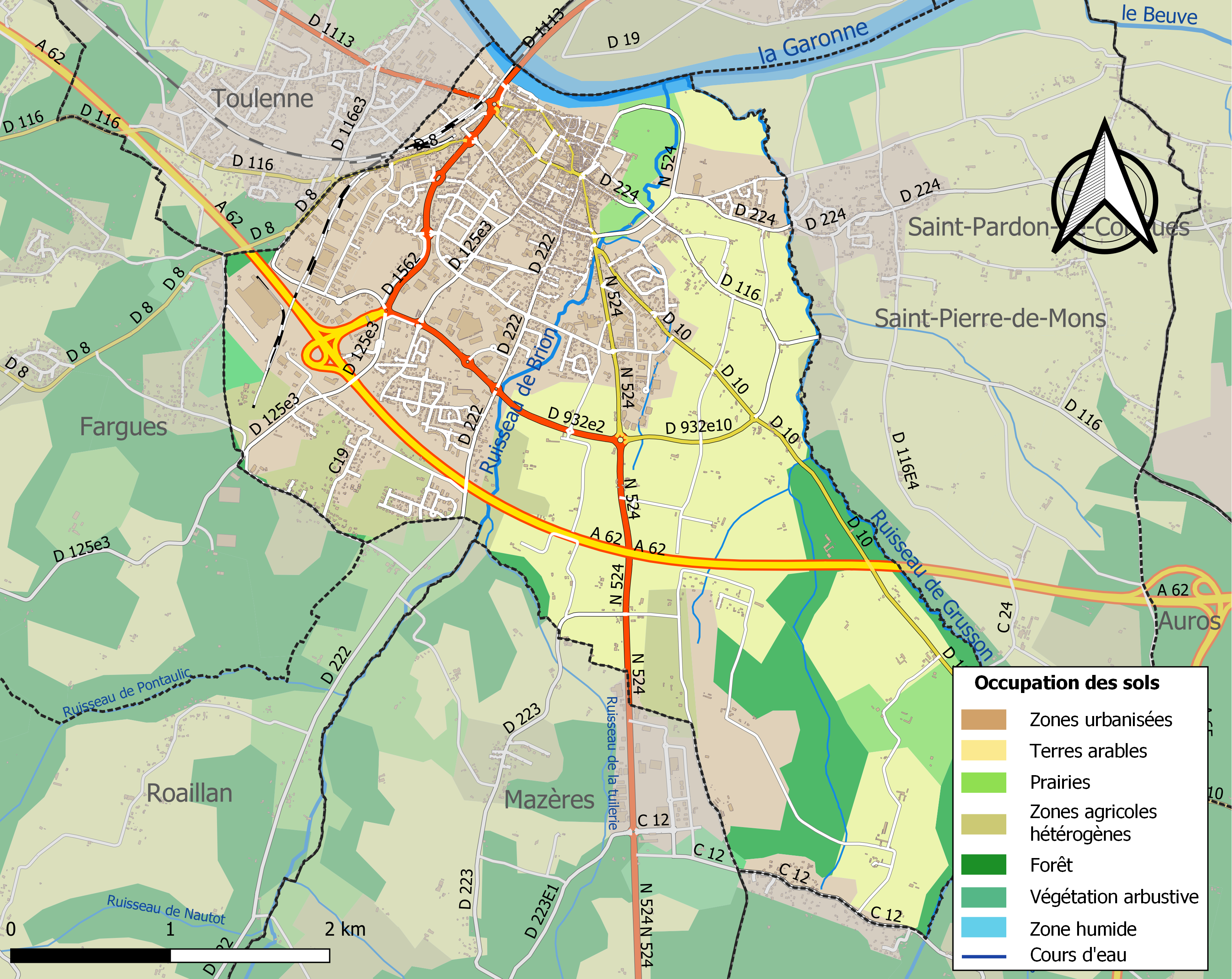
Kaart van de gemeente met belangrijkste infrastructuur, bodemgebruik en omliggende gemeenten

## Verkeer en vervoer
In de gemeente ligt spoorwegstation Langon.
De autosnelweg A62 loopt door de gemeente.

## Demografie
Onderstaande figuur toont het verloop van het inwonertal (bron: INSEE-tellingen).

## Geschiedenis
Langon is ontstaan in de 12e eeuw door het samengroeien van twee dorpen met elk een eigen kerk: Bourg Notre-Dame en Bourg Saint-Gervais. Langon was een ommuurde stad waarvan de twee stadsdelen verbonden werden met de Place de l'Horloge. In de 13e eeuw kwam er een karmelietenklooster in Langon.
De plaats kende een bloeitijd in de 17e eeuw. Er waren toen verschillende rivierhavens aan de Garonne waar vooral wijn werd verscheept. In de 19e eeuw had Langon een belangrijke veemarkt. Aan het begin van de 20e eeuw verhuisde de onderprefectuur van Bazas naar Langon dat hierdoor een bestuurlijk en gerechtelijk centrum werd. In de eerste jaren van de Tweede Wereldoorlog liep de demarcatielijn door Langon. Het stadscentrum lag in bezet gebied, het zuidoosten van de gemeente in Vichy-Frankrijk.

## Geboren
- Louis Ducos du Hauron (1837-1920), grondlegger van de kleurenfotografie
- Antoine Durrieux (1865-1917), minnaar en later echtgenoot van Blanche Delacroix, minnares van koning Leopold II van België
- Pierre Lees-Melou (1993), voetballer
- Thomas Boudat (1994), wielrenner

## Afbeeldingen

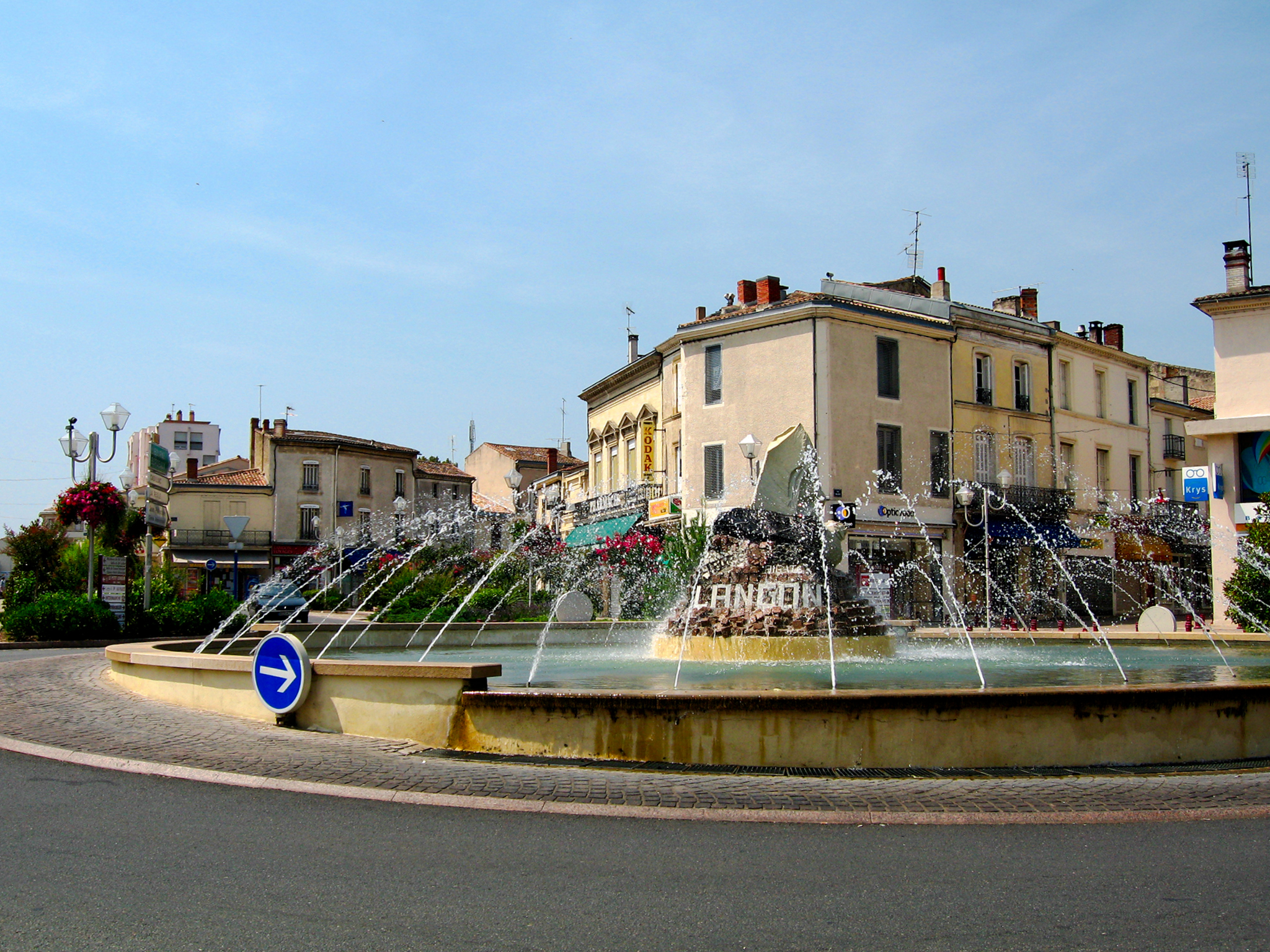
Centrum
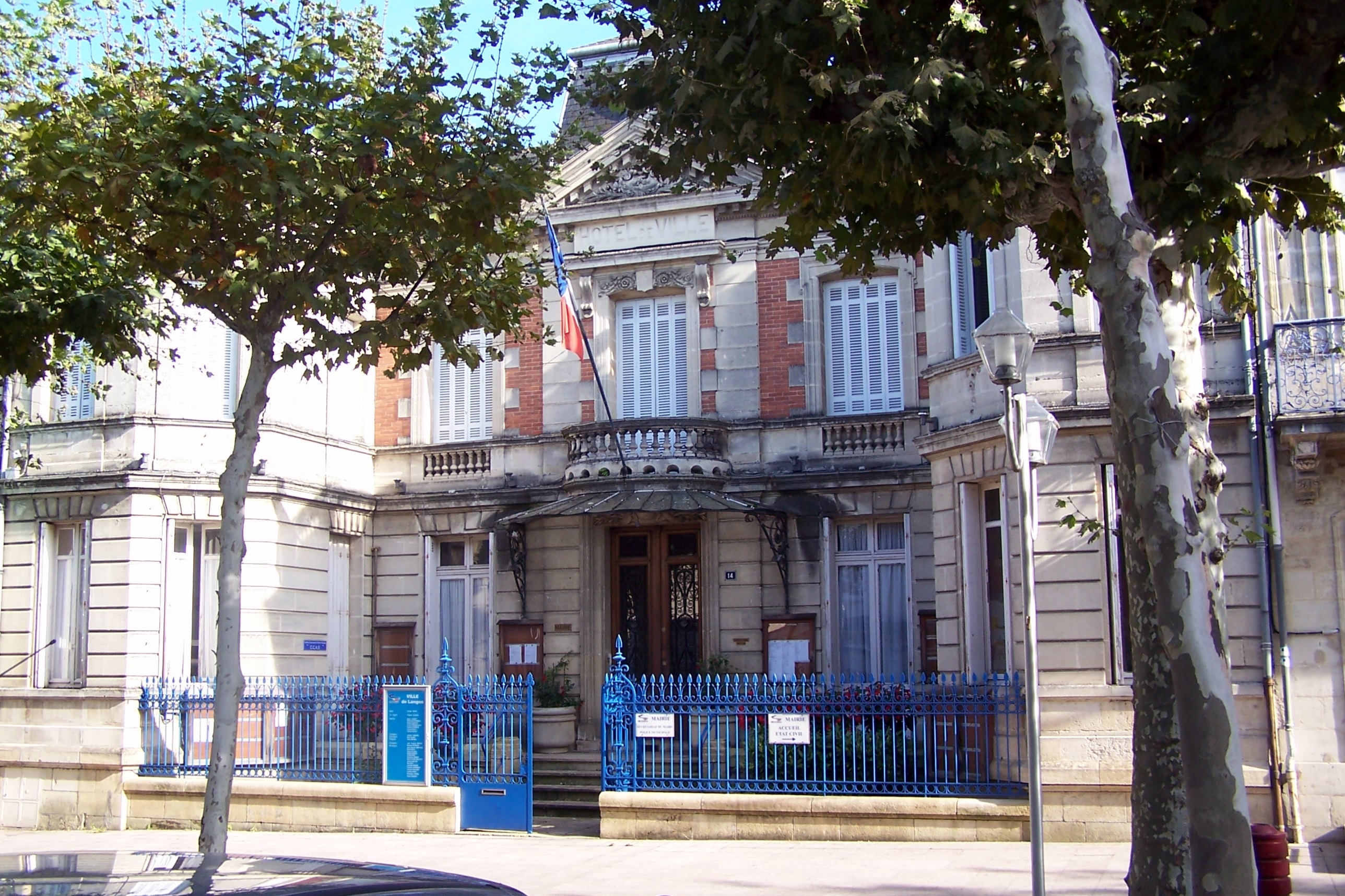
Gemeentehuis
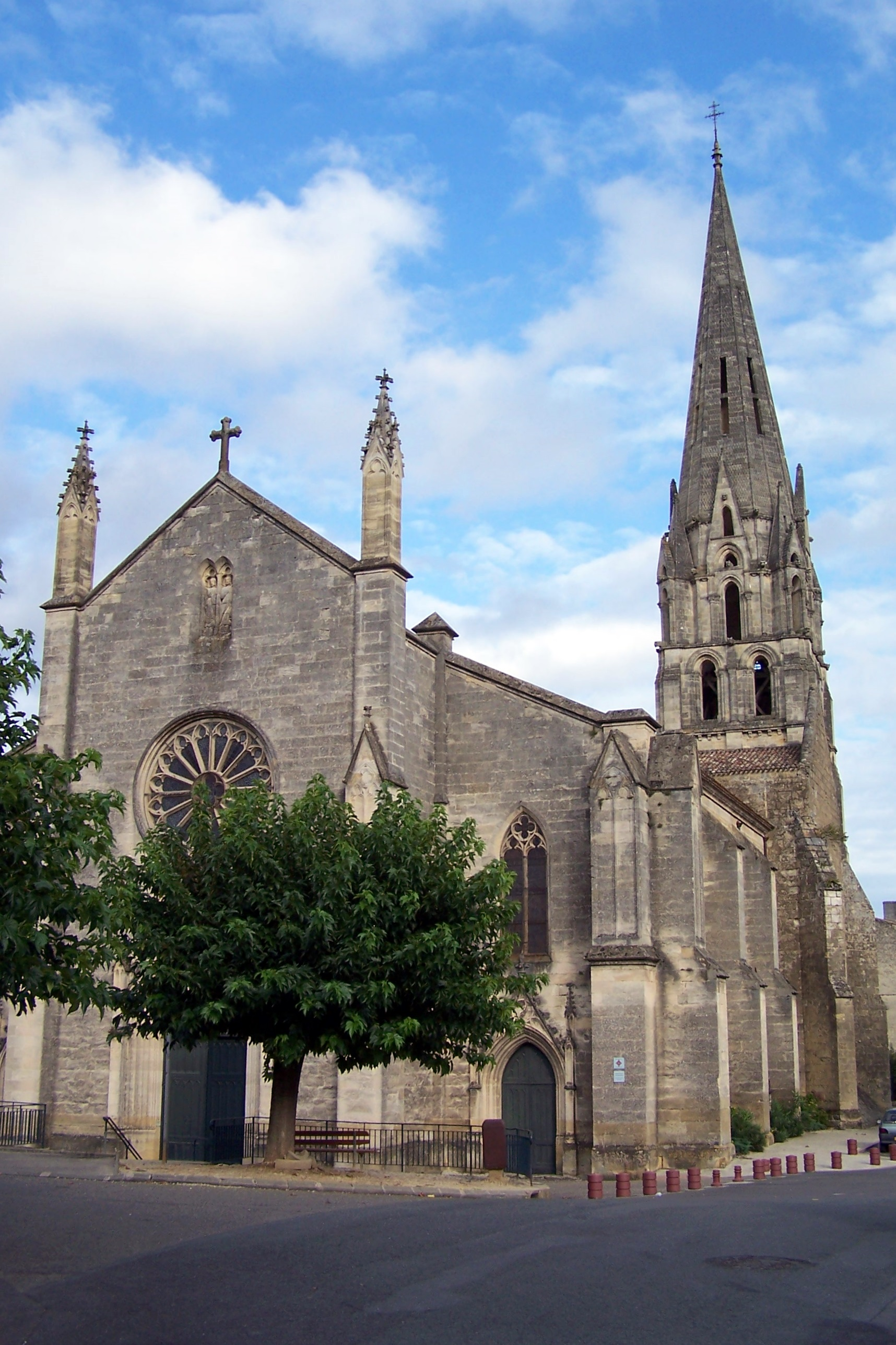
Kerk Saint-Gervais-Saint-Protais